# Фонтени
Фонтени (фр. Fontenu) насеље је и општина у источној Француској у региону Франш-Конте, у департману Јура која припада префектури Лон ле Соније.
По подацима из 2011. године у општини је живело 68 становника, а густина насељености је износила 10,13 становника/km². Општина се простире на површини од 6,71 km². Налази се на средњој надморској висини од 620 метара (максималној 667 m, а минималној 485 m).

## Демографија
| 1962. | 1968. | 1975. | 1982. | 1990. | 1999. | 2011. |
| ----- | ----- | ----- | ----- | ----- | ----- | ----- |
| 36    | 52    | 50    | 47    | 35    | 40    | 68    |

График промене броја становника у току последњих година